# Szubak
A szubak (hangul: 수박, handzsa: 手搏, RR: Subak, ’kézzel ütni’) a régi Pekcsében (Baekje-ben) (egykori állam Koreai-félsziget délnyugati részén) vásárokon és népünnepélyeken rendezett pusztakezes viadalok neve. Miután szabályrendszere kialakult, megkezdődött a harcosok célirányos felkészítése az összecsapásokra. Ezért a szubak (subak) – kezdeteitől – küzdősportnak és szabályrendszernek tekinthető inkább, mint harcművészetnek. A XV-ik sz. végén Szede (Saedae) király elrendelte, hogy a szubak (subak) viadalok győztesei magas ranggal nyerjenek felvételt a hadseregbe. Tandzso (Tanjo) király pedig beiktatta a szubak (subak-)ot a katonák kiképzési anyagába.